# Ajuy
Ajuy è una municipalità di quarta classe delle Filippine, situata nella Provincia di Iloilo, nella Regione del Visayas Occidentale.
Ajuy è formata da 34 baranggay:
- Adcadarao
- Agbobolo
- Badiangan
- Barrido
- Bato Biasong
- Bay-ang
- Bucana Bunglas
- Central
- Culasi
- Lanjagan
- Luca
- Malayu-an
- Mangorocoro
- Nasidman
- Pantalan Nabaye
- Pantalan Navarro
- Pedada

- Pili
- Pinantan Diel
- Pinantan Elizalde
- Pinay Espinosa
- Poblacion
- Progreso
- Puente Bunglas
- Punta Buri
- Rojas
- San Antonio
- Santo Rosario
- Silagon
- Tagubanhan
- Taguhangin
- Tanduyan
- Tipacla
- Tubogan